# Вильянуэва (Сакатекас)
Вильянуэва (исп. Villanueva) — муниципалитет в Мексике, входит в штат Сакатекас. Население 10 835 человек.